# مسابقات فوتبال زیر ۱۷ سال آسیا ۲۰۲۵
مسابقات فوتبال زیر ۱۷ سال آسیا ۲۰۲۵، بیستمین دوره از جام ملت‌های آسیا زیر ۱۷ سال آسیا ((شامل دوره‌های قبلی قهرمانی زیر ۱۶ سال آسیا و قهرمانی زیر ۱۷ سال آسیا)، مسابقات قهرمانی بین‌المللی فوتبال جوانان دوسالانه است که توسط کنفدراسیون فوتبال آسیا (ای‌اف‍سی) برای تیم‌های ملی مردان زیر ۱۷ سال آسیا.
در ۲۴ می ۲۰۲۴، ای‌اف‍سی اعلام کرد که عربستان سعودی میزبان مسابقات خواهد بود.
در مجموع ۱۶ تیم در این مسابقات شرکت خواهند کرد. هشت تیم برتر تورنمنت (یعنی همه راه یافته به مرحله یک چهارم نهایی) به عنوان نمایندگان ای‌اف‌سی در کنار قطری که به‌طور خودکار به عنوان میزبان راه یافتند، به جام جهانی فوتبال زیر ۱۷ سال ۲۰۲۵ در قطر واجد شرایط خواهند بود.
ژاپن با کسب عنوان قهرمانی در سال ۲۰۲۳ صاحب عنوان است.

### تیم‌های واجد شرایط
در مجموع ۱۶ تیم از جمله عربستان میزبان به مسابقات نهایی راه یافتند.
| تیم               | واجد شرایط          | حضور | بهترین عملکرد قبلی              |
| ----------------- | ------------------- | ---- | ------------------------------- |
| عربستان سعودی     | میزبان              | ۱۲   | قهرمان (۱۹۸۵, ۱۹۸۸)             |
| کرهٔ شمالی         | برنده گروه A        | ۱۲   | قهرمان (۲۰۱۰, ۲۰۱۴)             |
| افغانستان         | برنده گروه B        | ۳    | مرحله گروهی (۲۰۱۸, ۲۰۲۳)        |
| کرهٔ جنوبی         | برنده گروه C        | ۱۶   | قهرمان (۱۹۸۶, ۲۰۰۲)             |
| تایلند            | برنده گروه D        | ۱۳   | قهرمان (۱۹۹۸)                   |
| ازبکستان          | برنده گروه E        | ۱۱   | قهرمان (۲۰۱۲)                   |
| ژاپن              | برنده گروه F        | ۱۷   | قهرمان (۱۹۹۴, ۲۰۰۶, ۲۰۱۸, ۲۰۲۳) |
| استرالیا          | برنده گروه G        | ۸    | نیمه نهایی (۲۰۱۰, ۲۰۱۴, ۲۰۱۸)   |
| امارات متحدهٔ عربی | برنده گروه H        | ۸    | نایب قهرمان (۱۹۹۰)              |
| یمن               | برنده گروه I        | ۸    | نایب قهرمان (۲۰۰۲)              |
| تاجیکستان         | برنده گروه J        | ۸    | نایب قهرمان (۲۰۱۸)              |
| چین               | بهترین تیم دوم      | ۱۶   | قهرمان (۱۹۹۲, ۲۰۰۴)             |
| ویتنام            | بهترین تیم دوم-دو   | ۹    | مقام چهارم (۲۰۰۰)               |
| اندونزی           | بهترین تیم دوم-سه   | ۷    | مقام چهارم (۱۹۹۰)               |
| ایران             | بهترین تیم دوم-چهار | ۱۳   | قهرمان (۲۰۰۸)                   |
| عمان              | بهترین تیم دوم-پنج  | ۱۱   | قهرمان (۱۹۹۶, ۲۰۰۰)             |

## محل برگزاری
از ۴ ورزشکاه در ۲ شهر میزبان برای برگزاری مسابقات استفاده خواهد شد:
| جده                                                                                   | جده                         |
| ------------------------------------------------------------------------------------- | --------------------------- |
| ورزشگاه ملک عبدالله                                                                   | ورزشگاه امیر عبدالله الفیصل |
| گنجایش: ۶۰٬۰۰۰                                                                        | گنجایش: ۲۵٬۰۰۰              |
|                                                                                       |                             |
| محل استقرار ورزشگاه های جام ملت های آسیا زیر ۱۷ سال ۲۰۲۵ (عربستان سعودی) JeddahTaif · |                             |
| طائف                                                                                  |                             |
| ورزشگاه شهر ورزشی ملک فهد                                                             | ورزشگاه باشگاه ورزشی اوکاده |
| گنجایش: ۲۰٬۰۰۰                                                                        | گنجایش: ۱٬۵۰۰               |
|                                                                                       |                             |

## قرعه کشی
| سید ۱                                                      | سید ۲                                 | سید ۳                                      | سید ۴                                                |
| ---------------------------------------------------------- | ------------------------------------- | ------------------------------------------ | ---------------------------------------------------- |
| 1. عربستان سعودی (میزبان) 2. ژاپن 3. کرهٔ جنوبی 4. ازبکستان | 1. ایران 2. یمن 3. استرالیا 4. تایلند | 1. افغانستان 2. تاجیکستان 3. چین 4. ویتنام | 1. اندونزی 2. عمان 3. امارات متحدهٔ عربی 4. کرهٔ شمالی |

| رتبه | تیم               | بازی | برد | مساوی | باخت | گل زده | گل خورده | گل تفاضل | امتیاز | صلاحیت                        |
| ---- | ----------------- | ---- | --- | ----- | ---- | ------ | -------- | -------- | ------ | ----------------------------- |
| ۱    | عربستان سعودی (H) | ۰    | ۰   | ۰     | ۰    | ۰      | ۰        | ۰        | ۰      | مرحله حذفی و جام جهانی زیر ۱۷ |
| ۲    | ازبکستان          | ۰    | ۰   | ۰     | ۰    | ۰      | ۰        | ۰        | ۰      | مرحله حذفی و جام جهانی زیر ۱۷ |
| ۳    | تایلند            | ۰    | ۰   | ۰     | ۰    | ۰      | ۰        | ۰        | ۰      |                               |
| ۴    | چین               | ۰    | ۰   | ۰     | ۰    | ۰      | ۰        | ۰        | ۰      |                               |

| رتبه | تیم               | بازی | برد | مساوی | باخت | گل زده | گل خورده | گل تفاضل | امتیاز | صلاحیت                            |
| ---- | ----------------- | ---- | --- | ----- | ---- | ------ | -------- | -------- | ------ | --------------------------------- |
| ۱    | ژاپن              | ۰    | ۰   | ۰     | ۰    | ۰      | ۰        | ۰        | ۰      | مرحله حذفی و جام جهانی زیر ۱۷ سال |
| ۲    | استرالیا          | ۰    | ۰   | ۰     | ۰    | ۰      | ۰        | ۰        | ۰      | مرحله حذفی و جام جهانی زیر ۱۷ سال |
| ۳    | ویتنام            | ۰    | ۰   | ۰     | ۰    | ۰      | ۰        | ۰        | ۰      |                                   |
| ۴    | امارات متحدهٔ عربی | ۰    | ۰   | ۰     | ۰    | ۰      | ۰        | ۰        | ۰      |                                   |

| رتبه | تیم       | بازی | برد | مساوی | باخت | گل زده | گل خورده | گل تفاضل | امتیاز | صلاحیت                            |
| ---- | --------- | ---- | --- | ----- | ---- | ------ | -------- | -------- | ------ | --------------------------------- |
| ۱    | کرهٔ جنوبی | ۰    | ۰   | ۰     | ۰    | ۰      | ۰        | ۰        | ۰      | مرحله حذفی و جام جهانی زیر ۱۷ سال |
| ۲    | یمن       | ۰    | ۰   | ۰     | ۰    | ۰      | ۰        | ۰        | ۰      | مرحله حذفی و جام جهانی زیر ۱۷ سال |
| ۳    | افغانستان | ۰    | ۰   | ۰     | ۰    | ۰      | ۰        | ۰        | ۰      |                                   |
| ۴    | اندونزی   | ۰    | ۰   | ۰     | ۰    | ۰      | ۰        | ۰        | ۰      |                                   |

| رتبه | تیم       | بازی | برد | مساوی | باخت | گل زده | گل خورده | گل تفاضل | امتیاز | صلاحیت                            |
| ---- | --------- | ---- | --- | ----- | ---- | ------ | -------- | -------- | ------ | --------------------------------- |
| ۱    | ایران     | ۰    | ۰   | ۰     | ۰    | ۰      | ۰        | ۰        | ۰      | مرحله حذفی و جام جهانی زیر ۱۷ سال |
| ۲    | تاجیکستان | ۰    | ۰   | ۰     | ۰    | ۰      | ۰        | ۰        | ۰      | مرحله حذفی و جام جهانی زیر ۱۷ سال |
| ۳    | عمان      | ۰    | ۰   | ۰     | ۰    | ۰      | ۰        | ۰        | ۰      |                                   |
| ۴    | کرهٔ شمالی | ۰    | ۰   | ۰     | ۰    | ۰      | ۰        | ۰        | ۰      |                                   |